# MPW Med. Instruments
„MPW MED. INSTRUMENTS” SPÓŁDZIELNIA PRACY – jedyne w Polsce przedsiębiorstwo specjalizujące się w produkcji wirówek laboratoryjnych i medycznych. Sprzęt produkowany przez MPW MED. INSTRUMENTS ma zastosowanie w szeroko pojętej branży medycznej, przemyśle chemicznym, spożywczym, w weterynarii. Sprawdzają się również w środowisku akademickim. Wysokoobrotowa wirówka serii MPW 380 R była wykorzystywana w procesie uzyskiwania grafenu.

## Historia

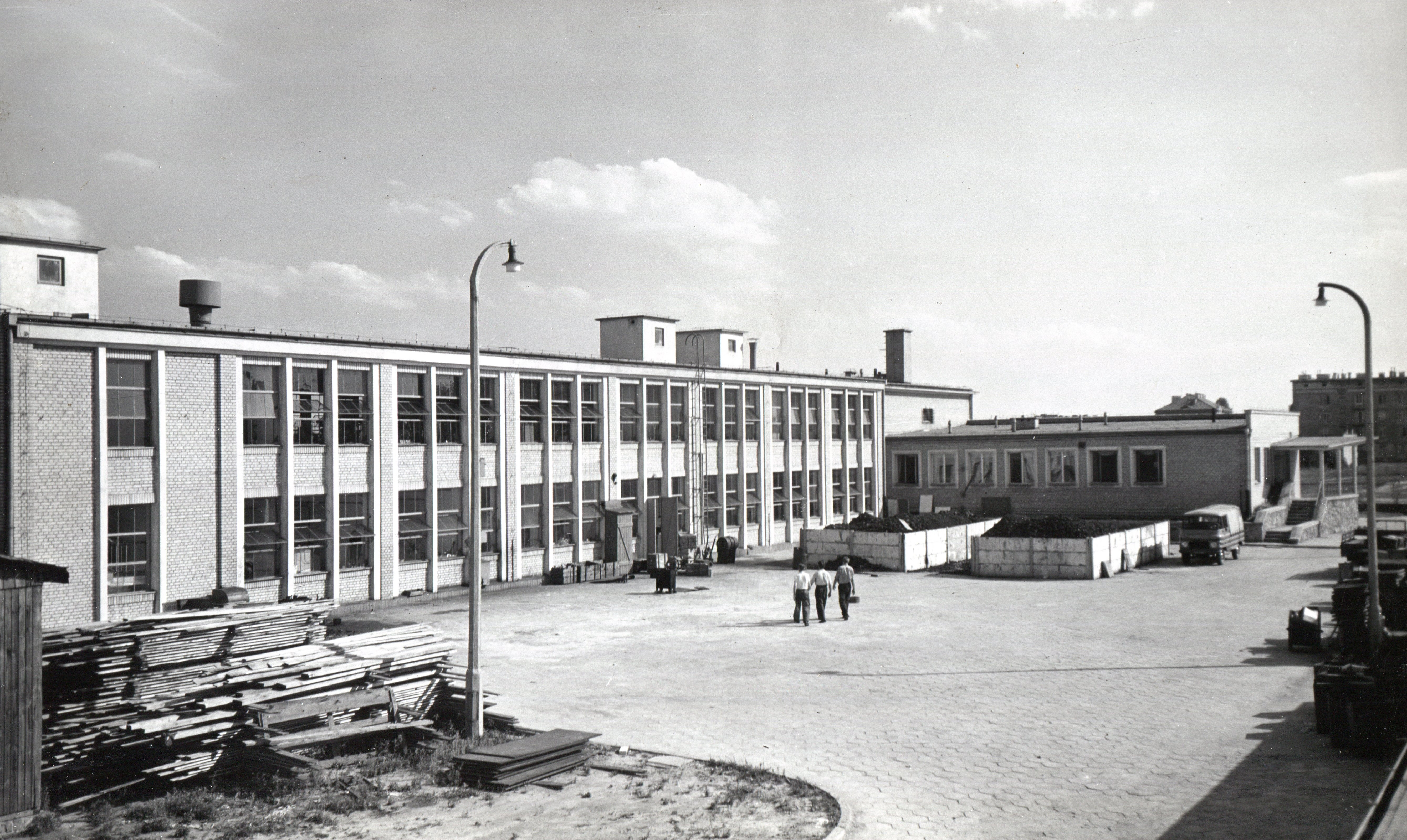
Budowa zakładu produkcyjnego MPW w Warszawie

Historia powstania przedsiębiorstwa sięga końca lat 40. XX wieku. W 1948 roku w stolicy pojawiało się coraz więcej zakładów przemysłowych różnych branż. Przy ulicy Mińskiej znajdował się jeden z takich warsztatów rzemieślniczych specjalizujący się w konstrukcji aparatury telekomunikacyjnej. Niestety zakład istniał krótko, ale grupa pracowników podjęła starania o powołanie nowej spółdzielni pracy, na co ostatecznie władza zezwoliła i 7 maja 1948 roku podpisano deklarację założycielską. Nowo powstałą spółdzielnię nazwano „Przekładnia”. W początkowym okresie zakład specjalizował się w świadczeniu usług metalowych i naprawie maszyn do szycia. Nie brakowało zleceń usługowych jednak spółdzielni brakowało zaplecza technicznego i środków produkcyjnych, co znacznie ograniczało możliwość rozwoju. „Przekładnia” miała jednak duży wpływ w budowę trasy W-Z i Mostu Śląsko-Dąbrowskiego, co było opłacalne dla zakładu. Zaczęto zwiększać zatrudnienie i przejmować coraz więcej warsztatów rzemieślniczych. W 1950 roku kolejny warsztat o nazwie „Fizyka i Geodezja” produkujący wagi zgłosił chęć współpracy, dzięki czemu „Przekładnia” rozpoczęła opłacalną produkcję 500-gramowych wag, których głównymi odbiorcami były szkoły i laboratoria. W 1951 roku spółdzielnia przejęła zakład mechaniczny i odlewnię metali kolorowych i ze względu na rodzaj produkcji, który zawierał procesy wytwórcze mechaniki precyzyjnej zadecydowano o zmianie nazwy spółdzielni na Spółdzielnia Pracy „Mechanika Precyzyjna”. W 1952 zakład stał się członkiem Krajowego Związku Spółdzielni Sprzętu Medycznego i Laboratoryjnego w Warszawie. Produkowano w tym okresie wagi analityczne, wagi apteczne, rzutniki dla przemysłu filmowego. Pojawiła się też konieczność wytwarzania odważników analitycznych jako uzupełnienie do produkcji wag. Po raz pierwszy w tym czasie nawiązano współpracę z zagranicznym odbiorcą – Centrum Handlu Zagranicznego „Varimex”.
W 1956 „Mechanika Precyzyjna” rozpoczęła produkcję odważników technicznych, pomp próżniowych, których odbiorcami były m.in. Państwowy Instytut Hydrologiczno-Meteorologiczny, Główny Urząd Miar, instytuty naukowe. Był to też pierwszy rok produkcji wirówek laboratoryjnych. W 1959 roku spółdzielnia przeprowadziła się do nowo wybudowanego obiektu przy ulicy Boremlowskiej 46, gdzie mieści się do chwili obecnej. Z biegiem czasu „Mechanika Precyzyjna” wyspecjalizowała się w produkcji różnych typów wirówek medyczno-laboratoryjnych i ostatecznie w 1994 roku zmieniła nazwę na „MPW MED. INSTRUMENTS” SPÓŁDZIELNIA PRACY. 
Przy projektowaniu i produkcji nowych wirówek współpracuje z krajowymi placówkami naukowo-badawczymi, m.in. z Politechniką Warszawską, Instytutem Elektrotechniki, Wojskowym Instytutem Medycznym i Akademią Medyczną w Warszawie. Wyroby MPW MED. INSTRUMENTS znajdują uznanie nie tylko na krajowym, ale też na zagranicznych rynku. Swoje sprzęty firma eksportuje do Meksyku, Hiszpanii, Indii, Rosji, Czech, Ukrainy, Włoch, Niemiec, USA i Brazylii.

## Produkty

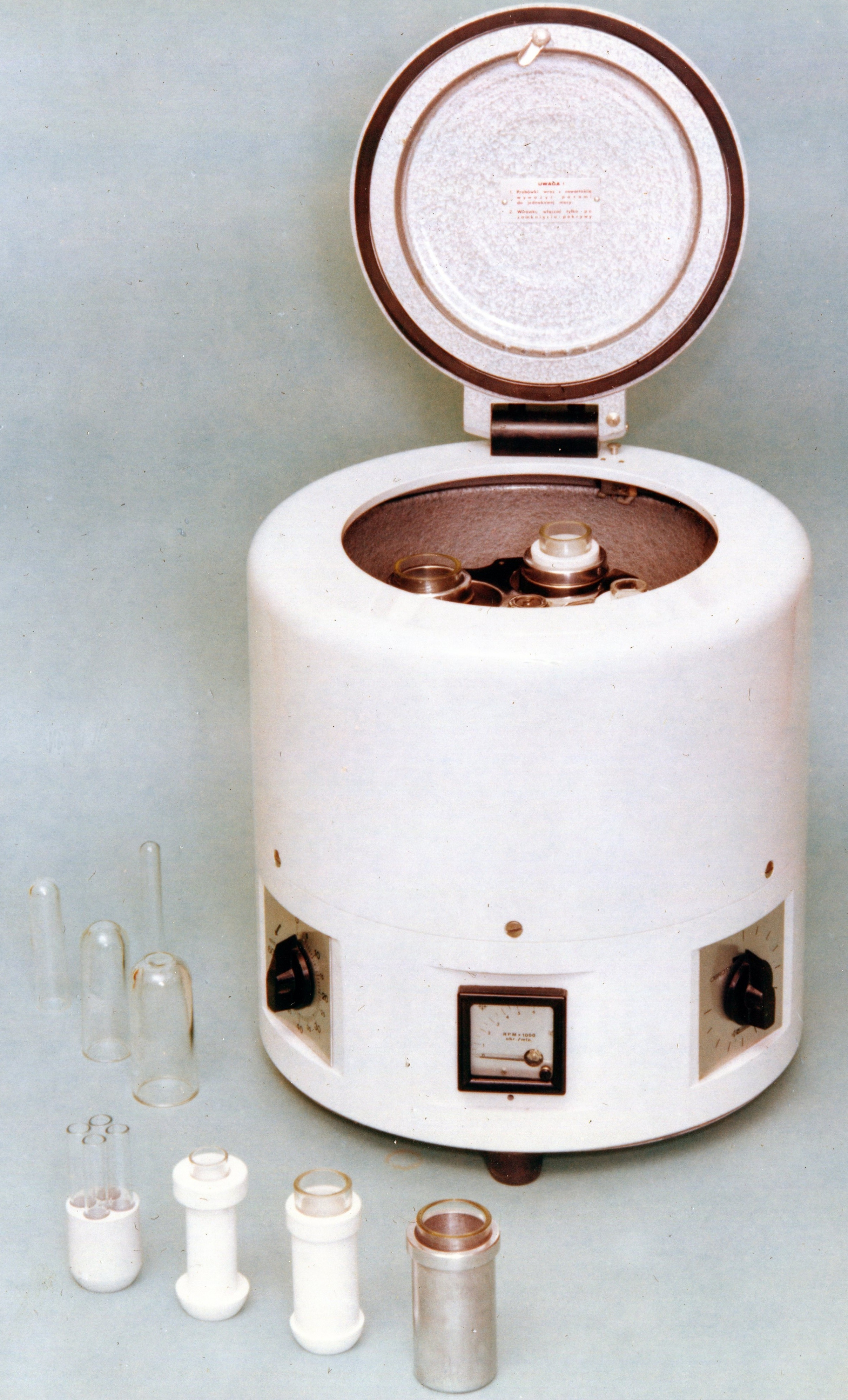
Jedna z pierwszych wirówek produkowanych przez MPW MED. INSTRUMENTS, model MPW-2

MPW MED. INSTRUMENTS rozwija, produkuje i sprzedaje wirówki medyczne i laboratoryjne. Od 2000 r. wszystkie wyroby MPW MED. INSTRUMENTS oznaczone są znakiem CE. Są one również zarejestrowane jako wyroby medyczne. Firma posiada także system zarządzania jakością zgodny z normami EN ISO 9001:2015 i EN ISO 13485:2016-04.

## Nagrody, wyróżnienia i rekomendacje
Najlepszy produkt targów EuroLab 2016 dla mikrowirówki laboratoryjnej z chłodzeniem MPW-150R
Rekomendacja dla wirówki MPW-260 R z Zakładu Biologii Cytogenetyki Molekularnej Zachodniopomorskiego Uniwersytetu Technologicznego
Rekomendacja dla wirówki MPW-260 R z Zakładu Biologii Medycznej Pomorskiego Uniwersytetu Medycznego
Jakość Roku 2013 dla wirówki MPW-352 RH
Złoty Medal Targów VETMEDICA 2018 dla wirówki laboratoryjnej M-DIAGNOSTIC